# 小頭馬口波魚
小頭馬口波魚（学名：Opsaridium microcephalum）为輻鰭魚綱鯉形目鲤科的一個種，被IUCN列為次級保育類動物，分布於非洲馬拉威湖及雪利河上游流域，體長可達34公分，棲息在底層水域，可做為食用魚及觀賞魚。

## 扩展阅读
維基物種上的相關：小頭馬口波魚